# Эвнон
Эвнон — царь аорсов в 49 году н. э., упоминается римским историком Тацитом.

## Общие сведения
Тацит достаточно подробно описал участие Эвнона в войне 49 года на стороне римлян против сираков Зорсина и дандаров Митридата VIII. Объединившись, римляне, боспорцы и аорсы разгромили сначала дандаров и захватили их столицу — город Соза, после осадили столицу сираков город Успу и устроили там кровопролитную резню. Царь сираков Зорсин капитулировал, а Митридат VIII сдался Эвнону на милость победителя.
Тацит так описывает это событие :

Между тем Митридат, не находя больше опоры в оружии, задумывается над тем, к чьему милосердию он мог бы воззвать. Довериться брату Котису, в прошлом предателю, в настоящем — врагу, он опасался. Среди римлян не было никого, наделенного такой властью, чтобы его обещания можно было счесть достаточно вескими. И он решил обратиться к Эвнону, который не питал к нему личной вражды и, недавно вступив с нами в дружбу, пользовался большим влиянием. Итак, облачившись в подобавшее его положению платье и придав своему лицу такое же выражение, он вошел в покои царя и, припав к коленям Эвнона, сказал: «Пред тобою добровольно явившийся Митридат, которого на протяжении стольких лет на суше и на море преследуют римляне; поступи по своему усмотрению с потомком великого Ахемена — лишь одного этого враги не отняли у меня».
Громкое имя этого мужа, лицезрение превратностей дел человеческих и его полная достоинства мольба о поддержке произвели сильное впечатление на Эвнона, и тот, подняв Митридата с колен, хвалит его за то, что он предпочел предаться племени аорсов и лично ему, Эвнону, дабы с их помощью испросить примирения. И Эвнон отправляет к Цезарю послов и письмо, в котором говорилось так: «Начало дружбе между римскими императорами и царями великих народов кладется схожестью занимаемого ими высокого положения; но его с Клавдием связывает и совместно одержанная победа. Исход войны только тогда бывает истинно славным, когда она завершается великодушием к побежденным — так и они ничего не отняли у поверженного ими Зорсина. Что касается Митридата, заслужившего более суровое обхождение, то он, Эвнон, просит не о сохранении за ним власти и царства, но только о том, чтобы его не заставили следовать за колесницею триумфатора и он не поплатился своей головой».

Важным следствием войны 49 года считают ликвидацию царства сираков.
Следует отметить, что после Эвнона, на Волге и Северном Кавказе аорсов заменяют аланы, а самих аорсов античные авторы упоминают в Северном Причерноморье по соседству с роксоланами, из чего делают вывод, что аорсы, ослабленные войной против сираков, были вытеснены аланами.